# اقتصاد آيسلندا

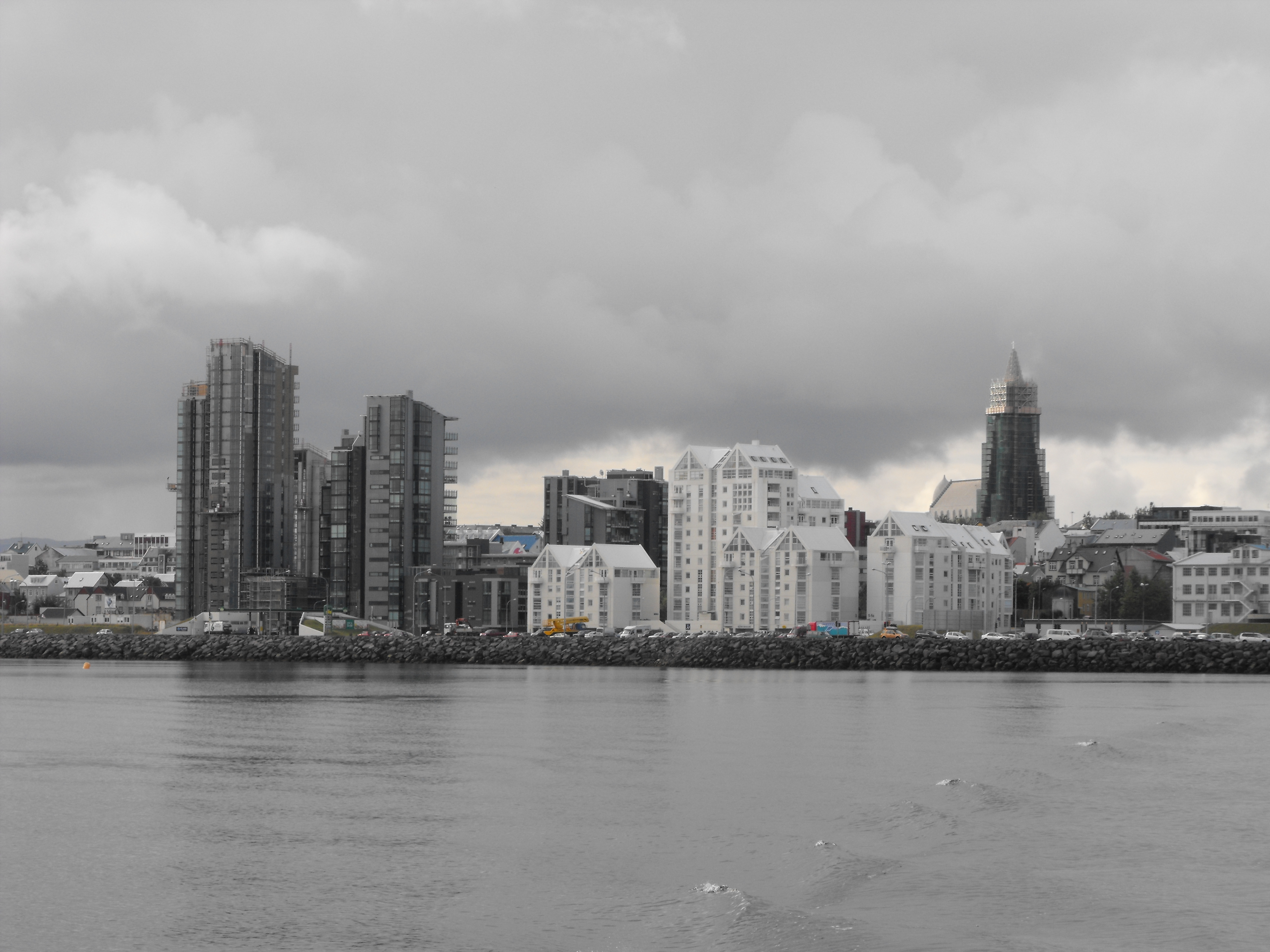
ريكيافيك

اقتصاد آيسلندا صغير ويخضع لتقلبات كبيرة. في عام 2011، بلغ الناتج المحلي الإجمالي 12 مليار دولار أمريكي، ولكن بحلول عام 2018 ارتفع إلى إجمالي اسمي يبلغ 27 مليار دولار أمريكي. مع عدد السكان 350,000، أي 55,000  دولار للفرد، على أساس تقديرات تعادل القدرة الشرائية (PPP). أنتجت الأزمة المالية في 2007-2010 انخفاضًا في الناتج المحلي الإجمالي والعمالة الذي انعكس بالكامل بعد الانتعاش بمساعدة من قبل طفرة سياحية بدأت في عام 2010. شكّلت السياحة أكثر من 10% من الناتج المحلي الإجمالي في آيسلندا في عام 2017. بعد فترة من النمو القوي، تباطأ اقتصاد آيسلندا وفقًا للتوقعات الاقتصادية للأعوام 2018-2020 التي نشرتها أريون للأبحاث في أبريل 2018.
تتمتع آيسلندا باقتصاد مختلط مع مستويات عالية من التجارة الحرة والتدخل الحكومي. غير أن الاستهلاك الحكومي يُعد أقل من غيره في دول الشمال الأخرى. الطاقة المائية هي المصدر الرئيسي للإمدادات الكهربائية المنزلية والصناعية في آيسلندا.
في تسعينيات القرن الماضي، أجرت آيسلندا إصلاحات واسعة النطاق للسوق الحر، الأمر الذي أدى في البداية إلى نمو اقتصادي قوي. نتيجة لذلك، تم تصنيف آيسلندا أنها تمتلك واحدًا من أعلى مستويات الحرية الاقتصادية في العالم، فضلًا عن الحريات المدنية. في عام 2007، تصدرت آيسلندا قائمة الدول التي صنفها مؤشر التنمية البشرية، وكانت واحدة من أكثر الدول مساواةً، وفقًا للحساب الذي قدّمه معامل جيني.
منذ عام 2006 فصاعدًا، واجه الاقتصاد مشاكل تتعلق بالتضخم المتنامي وعجز الحساب الجاري. جزئيًا، كردّ على ذلك ونتيجة للإصلاحات السابقة، توسّع النظام المالي بسرعة قبل أن ينهار بالكامل في أزمة مالية شاملة. اضطرت آيسلندا في نوفمبر 2008 إلى الحصول على تمويل طارئ من صندوق النقد الدولي ومجموعة من البلدان الأوروبية.
حازت آيسلندا المركز 20 في مؤشر الابتكار العالمي عامي 2022 و2023.

## الجغرافيا والموارد
تحتل آيسلندا مساحة أرض تبلغ 103 آلاف كيلومتر مربع. تمتلك ساحلًا طوله 4790 كم ومنطقة اقتصادية حصرية بطول 200 ميل بحري (370.4 كم) تمتد على مساحة 758 ألف كيلومتر مربع من المياه. لا يمكن زراعة سوى 0.7% تقريبًا من المساحة السطحية في آيسلندا، نظرًا لأن إقليم الجزيرة جبلي وبركاني في الغالب.
تمتلك آيسلندا القليل من الموارد المعدنية المُثبتة. في الماضي، كان يُنّجم عن رواسب الكبريت، واستُخرج الدياتوميت (الطحالب الهيكلية) من بحيرة ميواتن حتى وقت قريب. مع ذلك، يتم الحصول على معظم الكبريت اليوم من تكرير النفط. أُغلق هذا المصنع الآن لأسباب بيئية. التحويل الوحيد للموارد الطبيعية في آيسلندا هو صناعة الإسمنت. تُستخدم الخرسانة على نطاق واسع كمادة بناء، بما في ذلك جميع أنواع المساكن السكنية.
من خلال تسخير مصادر الطاقة الكهرومائية وطاقة الحرارة الأرضية الوفيرة، توفر صناعة الطاقة المتجددة في آيسلندا ما يقرب من 85% من إجمالي الطاقة الأولية في البلاد -أكثر نسبيًا من أي بلد آخر -مع توليد 99.9% من الكهرباء في آيسلندا من مصادر الطاقة المتجددة.
حتى الآن، يُعدّ مصنع كراهنيوكار للطاقة الكهرومائية (690 ميغاواط) في المنطقة الواقعة شمال فاتنايوكوتل، أكبر محطات توليد الطاقة الكهرومائية في آيسلندا. تشمل المحطات الأخرى بورفيل (270 ميغاواط)، هراونيجارفوس (210 ميغاواط)، سيغالدا (150 ميغاواط)، بلاندا (150 ميغاواط)، وغيرها. استكشفت آيسلندا جدوى تصدير الطاقة الكهرومائية عبر الكابلات البحرية إلى بر أوروبا الرئيسي وتسعى أيضًا بنشاط إلى توسيع صناعاتها كثيفة الاستهلاك للطاقة، بما في ذلك مصانع صهر الألومنيوم وسبائك الحديد والسليكون.
أدّت البحوث الجيولوجية الحديثة إلى تحسين احتمالية امتلاك آيسلندا لاحتياطيات كبيرة من النفط بعيدًا عن الشاطئ ضمن منطقتها الاقتصادية التي تبلغ مساحتها 200 ميل في قاع البحر في منطقة جان ماين.

## القطاعات

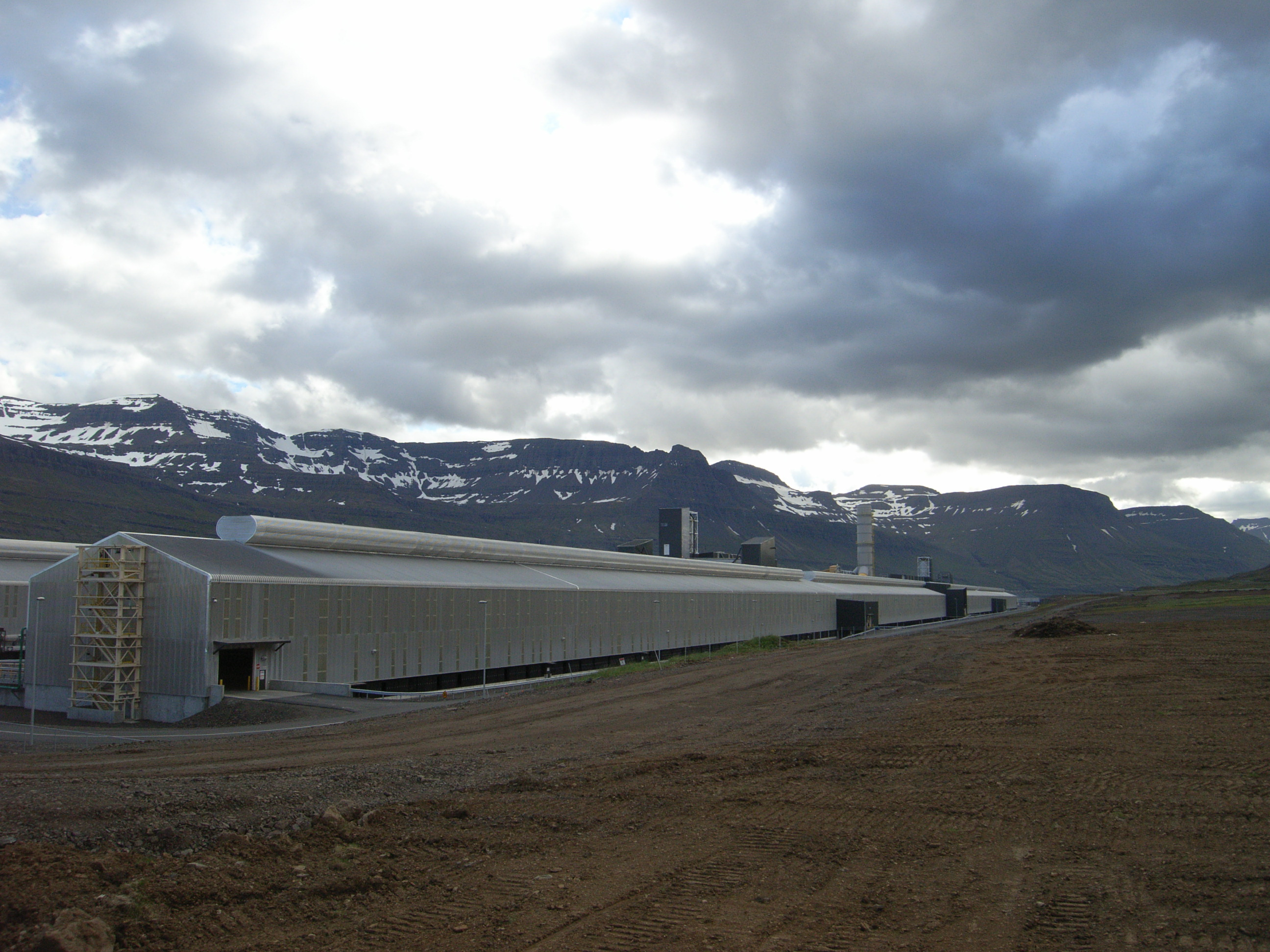
مصنع الألمنيوم التابع لشركة Alcoa في Reyðarfjörður، أيسلندا

### السياحة
تُعدّ السياحة أكبر قطاع تصدير في آيسلندا حتى الآن. شكلت السياحة أكثر من 10% من الناتج المحلي الإجمالي للبلاد في عام 2017. في عام 2017 كانت نسب صادرات آيسلندا: السياحة 42%، والمأكولات البحرية 17%، والألمنيوم 16%، و24% أخرى. آيسلندا هي واحدة من أكثر البلدان اعتمادًا على السياحة على سطح الأرض. في أكتوبر 2017، وظّف قطاع السياحة نحو 26,800 شخص، حيث بلغ إجمالي العاملين في البلاد 186,900.
في بداية فترة النمو في عام 2010، استفادت السياحة من ضعف قيمة الكرونة الآيسلندية، ولكن الآن تحسنها يُهدئ من نشاط القطاع. منذ عام 2010، زاد عدد السائحين الوافدين إلى آيسلندا بنسبة 378%.

### التصنيع
تُعدّ آيسلندا أكبر منتج للكهرباء في العالم بالنسبة لمتوسط الفرد. أدّى وجود طاقة كهربائية وفيرة من مصادر طاقة الحرارة الأرضية والطاقة الكهرومائية في آيسلندا إلى نمو قطاع التصنيع. الصناعات كثيفة الاستهلاك للطاقة، والتي تعد أكبر مكونات قطاع التصنيع، تنتج بشكل رئيسي للتصدير. شكّلت المنتجات المصنعة 36% من جميع صادرات البضائع، بزيادة عن نسبة عام 1997 البالغة 22%. تبلغ حصة المنتجات كثيفة الاستهلاك للطاقة من صادرات البضائع 21% مقارنة بـ 12% في عام 1997.

#### الألمنيوم
يُعدّ صهر الألومنيوم أهم صناعة كثيفة الاستهلاك للطاقة في آيسلندا. يوجد حاليًا ثلاثة مصانع تعمل بطاقة إجمالية تبلغ أكثر من 800,000 طن متري سنويًا لعام 2013، مما يجعل آيسلندا في المرتبة الحادية عشر بين الدول المنتجة للألمنيوم في جميع أنحاء العالم.
تدير ريو تينتو ألكان أول مَصهر للألمنيوم في آيسلندا (اسم المصنع: ISAL)، في ستروموسفيك، بالقرب من بلدة Hafnarfjörður. يعمل المصنع منذ عام 1969. بلغت طاقته الأولية 33000 طن متري سنويًا (mtpy) ولكنه توسع منذ ذلك الحين عدة مرات ويملك الآن سعة تبلغ نحو 189,000 طن متري سنويًا.
بدأ المصنع الثاني الإنتاج في عام 1998 وتديره شركة Norðurál، وهي شركة فرعية مملوكة بالكامل لشركة سينتشري ألمنيوم ومقرها الولايات المتحدة. تقع في Grundartangi في آيسلندا الغربية بالقرب من بلدة أكرانس. كانت سعتها السابقة تبلغ 220,000 طن متري سنويًا ولكن التوسع إلى 260,000 طن متري سنويًا قد انتهى بالفعل. في عام 2012، أنتج المصنع 280 ألف طن متري بلغت قيمتها 610 ملايين دولار أو 76 مليار كرونة. استُخدم 4,300 جيجاواط ساعة في الإنتاج في ذلك العام، أي ما يقرب ربع إجمالي الطاقة الكهربائية المنتجة في البلاد. في أكتوبر 2013، أعلنت Norðurál عن بدء مشروع مدته خمس سنوات يهدف إلى زيادة إنتاجها بمقدار 50,000 طن متري إضافي.
تدير شركة ألكوا لصناعة الألمنيوم التي مقرها الولايات المتحدة مصنعًا بالقرب من مدينة Reyðarfjörður. تبلغ سعة المصنع، المعروف باسم فاردال (أو «ألومنيوم الخلل») 346,000 طن متري سنويًا، وقد تم تشغيله في أبريل 2008. لتشغيل المصنع، قامت Landsvirkjun ببناء كراهنيوكار، وهي محطة طاقة مائية بطاقة 690 ميجاواط. كان المشروع هائلاً في سياق الاقتصاد الآيسلندي، حيث زاد إجمالي الطاقة الكهربائية المركبة من أقل من 1,600 ميغاواط إلى نحو 2,300 ميجاواط.
وفقًا لـ ألكوا، فإن بناء فاردال لا يترتب عليه أي نزوح بشري، وليس له أي تأثير على الأنواع المهددة بالانقراض، ولا يوجد خطر على مصائد الأسماك التجارية؛ لن يكون هناك أيضًا تأثير كبير على مجموعات الرنة والطيور والفقمة. ومع ذلك، واجه المشروع معارضة كبيرة من جماعات حماية البيئة مثل الصندوق العالمي للطبيعة، الذي دعا ألكوا إلى التخلي عن خطة بناء فاردال. بالإضافة إلى ذلك، كان المغني الأيسلندي بيورك معارضًا بارزًا للخطة؛ احتجاجًا على الإنشاء المقترح، قامت والدة المغني، هيلدور رنا هاوكسدوتير، بالإضراب عن الطعام عام 2002.
تم التخطيط لعدة مشاريع أخرى لصهر الألمنيوم. بين عامي 2005 و2011، أجرت ألكوا دراسة جدوى لمصنع ثانٍ في آيسلندا بالقرب من هاوسافيك. كان من المفترض أن يكون لهذا المصنع سعة تبلغ 250,000 طن متري سنويًا، وسيُشغّل بالكامل بواسطة طاقة الحرارة الأرضية، على الرغم من أن التقديرات اللاحقة أظهرت حاجة محتملة لمصادر أخرى للطاقة. في أكتوبر 2011، أعلنت شركة ألكوا عن قرارها بإلغاء مشروع باكي. في عام 2006، وقعت نوردورال مذكرة تفاهم مع اثنين من منتجي طاقة الحرارة الأرضية الأيسلنديين، هما هيافيتا سودورينيسيا وأوركوفيتا ريكيافيكياكور، لشراء الكهرباء لمشروعها الخاص بتحويل الألمنيوم في هيلغيوفيك. ستدعم الطاقة التي يتم توفيرها في البداية إنتاج الألمنيوم الذي يصل إلى 150,000 طن متري سنويًا، والتي ستنمو في النهاية لتدعم 250,000 طن متري سنويًا.

## وصلات خارجية
- OECD's Iceland country Web site
- OECD Economic Survey of Iceland
- Icelandic Bureau of Statistics
- Iceland Stock Exchange (ICEX)